# Зятьковка
Зятьковка (рос. Зятьковка) — село у Купинському районі Новосибірської області Російської Федерації.
Входить до складу муніципального утворення Ленінська сільрада. Населення становить 414 осіб (2010).

## Історія
Згідно із законом від 2 червня 2004 року органом місцевого самоврядування є Ленінська сільрада.

## Населення
| 2002 | 2007 | 2010 |
| ---- | ---- | ---- |
| 462  | ↘456 | ↘414 |